# 吉井優花子
吉井 優花子（よしい ゆかこ、1997年4月27日 - ）は、日本の俳優、タレント、モデル、ライバー。

## 略歴
大学を卒業後、出身地である秋田県で公務員として勤務しつつ、2021年に行われた『Sunny Side Project ミス浴衣コンテスト』にエントリーし、準グランプリ等を受賞。同コンテストを機に始めたライブ配信（SHOWROOM）では、その後も多くのイベントでグランプリを受賞するなど、マルチに活動する女優として活躍の幅を広げている 。
2022年よりSHOWROOMで毎日配信を開始し、本格的に芸能活動を行うため、同年3月に公務員を退職して活動拠点を東京に移した。同年12月には、初舞台『悪魔の涙』に出演。現在は、法律事務所に勤務しつつ、舞台女優としての活動に力を入れている。
SHOWROOMのトップランカー2022にノミネートされた。
2024年5月1日、AKT秋田テレビの公式アプリである「AKTアプリ」のアンバサダー3名に選出され、地上波テレビCMやイベントに出演。
2024年8月、ベトナム発祥の国際的なミスコンテストであるMiss Cosmo Japanにエントリーし、審査累計ポイントランキング1位を獲得してMiss Cosmo Japan TOP5ファイナリストに選出され、国内最終選考においては、ミスコン初挑戦にして3位に選定された。
2025年3月、国際的コンテスト「ミス・グランド・インターナショナル」に出場する日本代表を決める「ミス・グランド・ジャパン」
NORTHブロックのファイナリスト7名に選出された。

## 人物
- 目標：秋田出身の女優として名を馳せること[12]。
- 特技：スポーツ全般、歌唱、字を書く、絵を描く、料理、写真撮影、ツッコミ、五感を活かしたこと[12][13]。趣味：写真撮影(撮る方)、美味しいものを食べること[12][13]。
- 資格：乗馬ライセンス5級[14]
- 好きなお笑い芸人：東京03[12]。

## 活動

### 舞台
- プロジェクトアクト東京「悪魔の涙2022」(2022年12月8日 - 12月12日、平賀スクエア）[15]※カラヤン組：諏訪桃子役

- DIAMOND GO,JET!GO!GO! PARADISE LIVE vol.1（2023年5月30日 - 6月4日、A-Garage）[16]※Cチーム：早紀役

- 劇団ココア 夏季公演「キューピッド!」(2023年7月11日 - 7月17日、荻窪小劇場）[17]※社会人B班：中谷生公乃役

- DIAMOND GO,JET!GO!GO! PARADISE LIVE vol.2（2023年9月26日 - 10月1日、A-Garage）[18]※Aチーム：あかね役（初の主役）

- 劇団ココア 6周年記念公演 魔女エステリーゼの事件簿・シリーズ第6弾「贋と軀編」（2023年11月14日 - 11月19日、萬劇場）[19]※フレヤ・スチュアート役

- BABY SHARK LIVE! The Hidden Treasure（2024年2月25日、3月31日、4月6日、28日、29日、5月5日、昭和女子大学 人見記念講堂他全国公演）[20]

- 劇団ココア 魔女エステリーゼの事件簿・新作短編「黒猫喧騒編」（2024年3月13日 - 3月17日、劇場MOMO）[21]

- 笑う門には猫来る -リトブレver.-（2024年4月17日 - 21日、荻窪小劇場）[22]※C班：猫神役

- はらぺこあおむしショー（2024年4月28日・神戸朝日ホール、29日・箕面市立文化芸能劇場）[23]

- LAST DIAMOND「GO,JET!GO!GO! PARADISE LIVE 4」（2024年6月18日 - 23日、A-Garage）[24]※Aチーム：すずこ役

- Air studio produce GO,JET!GO!GO!vol.2（2024年11月20日 - 25日、両国・Air studio）[25]※A班：早紀役

- 劇団ココア 魔女エステリーゼの事件簿「精霊と焔編」（2025年3月19日 - 23日、萬劇場）※ヴィレッタ役

### ライブ・イベント
- 月島ほたるBirthday Live 2023 ー楽しい♪を君とー （2023年9月30日、月見ル君想フ）[26]

- 第15回 秋田県新春書初め席書大会 （2024年1月7日、秋田県立武道館 大道場）[27][28]※司会

- 秋田テレビ 開局55周年事業 なかいち・ミルハス 夏のワクワク3days!! ～GO GO!なかいち GO GO!ミルハス～[29]※AKTアプリアンバサダーとして出演

### テレビ
- ドラマ旅ラン #2【鈴木志遠】「理想の出会い」編（2022年7月12日、広島ホームテレビ）[30]
- ドラマ旅ラン #3【鈴木志遠】「卒業間近のすれ違い」編（2022年7月12日、広島ホームテレビ）[31]
- 内緒にしておけない!?“隠れ名物”第7弾　新潟×福島珍道中（2022年9月3日、テレビ朝日系）[32]
- weather report（2023年4月10日 - 9月30日、テレビ神奈川）[33][34][35][36]
- ドタバタ!?癒やし!?見取り図の弾丸温泉ツアー（2023年6月4日、あいテレビ・JNN中四国6局ブロックネット2023）[37]
- weather report ～夏 リポーター挑戦篇　吉井優花子～（2023年7月17日、テレビ神奈川）[38]
- khb weather forecast[39]（2024年1月 - 6月、khb東日本放送（テレビ朝日系列））※レギュラーお天気レポーターとして出演

### テレビCM
- サテライトオフィス
- 秀和住研 木の家モデルハウスCM 〜嫁ぐ嫁篇〜

### ラジオ
- しまだあやふみのやってみnight!（2022年2月26日、市川うららFM）※ドラマ出演(主演)[40]
- Vol.21 原宿美少女×表参道美女〜吉井 優花子、弘中亜美【原宿美少女×表参道美女】（2022年11月11日、神宮前ラジオ）[41]
- Vol.22 原宿美少女×表参道美女〜吉井 優花子、弘中亜美【原宿美少女×表参道美女】（2022年11月25日、神宮前ラジオ）[42]

### イメージモデル・アンバサダー等
- あきたタウン情報 きらめきこまち Vol.42（2020年11月25日、モデル）[43]
- 株式会社ワミレスコスメティックス主催 着物ショー（2021年3月28日、出演モデル）[44]
- Sunny Side Project〜ミス浴衣〜 ※広告モデル（2021年8月9日 - 8月16日、渋谷駅構内ポスター）[45]
- アセットデザインオフィス ※Webモデル
- 株式会社田村建築 レンタルハウス＆スタジオ【あーるの休日】（2022年3月27日 -、WebCMモデル） [46]
- ボンヌカフェ（東京・十条）（2022年4月1日 - 6月30日、店内外のぼり・ポスター等モデル）[47]
- プティ・シェーヴルHOKKAIDO×イマダキッチンコラボ新商品 公式アンバサダー（2022年5月1日 - 5月31日、渋谷109＆ハチ公前Q's eyeビジョン&フォーラムビジョンにてCM放映等）[48][49]
- TikTok:チャップアップ(広告レディ)
- レティエ（カフェ、千駄ケ谷）（2023年3月1日 - 5月31日、イメージモデル&コラボ商品発売）※2023年3月19日一日店長[50]
- THE MALASADA TOKYO（ザ・マラサダ・トーキョー）（東京・下北沢）（2023年11月3日 - 2024年2月2日、イメージモデル）[51][52]